# ウエルドニッヒ・ホフマン症
ウエルドニッヒ・ホフマン症（ウエルドニッヒ・ホフマンしょう）は、先天性の難病。
医学的分類をSMA（Spinal Muscular Atrophy）。SMAの1型をウエルドニッヒ・ホフマン（Werdnig-Hoffmann）病。
症状は体幹・四肢の筋肉の脱力、筋萎縮。